# 反感
反感（英語：Antipathy）是对某事或某人的厌恶，与同情相反。虽然反感可能是由经验引起的，但它有时会在没有向相关个人提供合理的因果解释的情况下存在。 
因此，反感的起源一直受到各种哲学和心理学解释的影响，有些人认为这些解释令人信服，而另一些人则认为这是高度推测性的。在 17 世纪早期哲学家约翰·洛克 (John Locke) 的一篇文章中討論了对反感的哲学方面的探索。 

## 人际反感
人际反感通常被非理性地归因于举止或某些身体特征，这些被认为是性格特征的标志。此外，消极情绪有时会在没有思考的情况下出現，因此這有點类似于一个自动發生的过程。 
切斯特·亚历山大 (Chester Alexander) 的实证研究结果表明，反感的一个重要特征是它们“处于反思意识的边缘”。亚历山大得出这一结论的依据是，据报道，该研究的许多受试者从未想过自己的反感，也没有尝试分析它们或与他人讨论它们。 
同情和反感会改变社会行为。尽管普遍认为反感会导致迴避，但一些实证研究收集的证据表明，对物体的反感反应并没有采取任何努力来避免未来的遭遇。 

### 人格心理学
在人格心理学中，反感可能与低親和性有关。

### 伪反感
苏菲·布莱恩特（Sophie Bryant）观察到伪反感的发生，即“根据自己最坏的一面对他人的行为和表达进行粗心和武断的解释”。  换句话说，人们倾向于将自己的错误投射到他人身上，并且不喜欢或讨厌他们。伪反感是基于对一个人自己性格的消极方面的（隐性）知识。布莱恩特将由此产生的感觉与“某種錯誤的淨化感”进行了比较。